# Desloratadină
Desloratadina (cu denumirea comercială Aerius, Dasselta, Desloratadina, Lordestin)  este un antihistaminic H1 din clasa compușilor triciclici, de generația a 2-a, fiind utilizat în tratamentul alergiilor. Printre acestea se numără rinita alergică și urticaria. Calea de administrare disponibilă este cea orală. Este metabolitul activ al loratadinei.
Molecula a fost patentată în 1984 și a fost aprobată pentru uz medical în 2001.

## Utilizări medicale
Desloratadina este utilizată ca tratament simptomatic în alergii:
- Rinită alergică
- Congestie nazală
- Urticarie cronică idiopatică

## Reacții adverse
Fiind un antihistaminic de generația a 2-a, produce foarte rar sau deloc sedare. Poate produce xerostomie (uscăciunea gurii) și cefalee.